# La pattuglia del deserto
La pattuglia del deserto (The Rat Patrol) è una serie televisiva statunitense in 58 episodi trasmessi per la prima volta nel corso di 2 stagioni dal 1966 al 1968. La serie è ispirata alle gesta del Long Range Desert Group, unità britannica attiva in Nord Africa durante la seconda guerra mondiale.

## Trama
La serie segue le gesta di quattro soldati alleati (tre americani e un britannico)  che fanno parte di una  pattuglia nel deserto durante la campagna del Nord Africa nella seconda guerra mondiale. La loro missione è attaccare l'Afrika Korps di Erwin Rommel.

## Personaggi
- sergente Sam Troy (58 episodi, 1966-1968), interpretato da Christopher George, è il leader del gruppo.
- sergente Jack Moffitt (58 episodi, 1966-1968), interpretato da	Gary Raymond, il membro britannico del gruppo, esperto del deserto e delle tribù arabe locali che lo abitano, parla correntemente tedesco e arabo.
- capitano Hans Dietrich (58 episodi, 1966-1968), interpretato da Eric Braeden, un onorevole ufficiale tedesco nemesi principale dell'unità alleata. Entro la fine della serie diventa chiaro che Dietrich, anche se è avversario scaltro, non utilizza i metodi crudeli dei compagni ufficiali nazisti.
- soldato Mark Hitchcock (58 episodi, 1966-1968), interpretato da Lawrence P. Casey, conosciuto come "Hitch", spesso mastica gomme e indossa un kepì rosso. Mostra di tanto in tanto il suo lato da gentiluomo con le donne.
- soldato Tully Pettigrew (54 episodi, 1966-1968), interpretato da Justin Tarr.
- guardia (13 episodi, 1966-1968), interpretato da Manfred Lating.
- soldato tedesco (8 episodi, 1967-1968), interpretato da Nick Dimitri.
- guardia tedesca (6 episodi, 1966-1967), interpretato da Norbert Meisel.
- capitano Boggs (4 episodi, 1967-1968), interpretato da	Morgan Jones.
- maggiore Indrus (4 episodi, 1966-1968), interpretato da	John Anderson.
- Arab (4 episodi, 1966-1968), interpretato da	Socrates Ballis.
- dottore (3 episodi, 1967-1968), interpretato da	Guy Danfort.

## Produzione
La serie fu prodotta da Mirisch-Rich Productions e Tom Gries Productions e United Artists Television e girata nell'Amargosa Valley, nel Nevada, a Cueva de Altamira, in Spagna, a Yuma, Arizona, e in California.

### Registi
Tra i registi della serie sono accreditati:
- John Peyser (10 episodi, 1966-1967)
- Lee H. Katzin (7 episodi, 1966-1967)
- Robert Sparr (6 episodi, 1967)
- Herschel Daugherty (5 episodi, 1967)
- Frank Baur (4 episodi, 1967-1968)
- Sutton Roley (4 episodi, 1967)

### Guest star
- Rika Dialina

## Distribuzione
La serie fu trasmessa negli Stati Uniti dal 1966 al 1968 sulla rete televisiva ABC. 
In Italia è stata trasmessa con il titolo La pattuglia del deserto.
Alcune delle uscite internazionali sono state:
- in Francia il 12 settembre 1966 (Commando du désert)
- in Québec (Canada) in 1966 (Commando du désert)
- negli Stati Uniti il 12 settembre 1966 (The Rat Patrol)
- in Spagna (Comando en el desierto)
- in Italia (La pattuglia del deserto o ''Pattuglia del deserto)

## Episodi
| Stagione         | Episodi | Prima TV USA |
| ---------------- | ------- | ------------ |
| Prima stagione   | 32      | 1966-1967    |
| Seconda stagione | 26      | 1967-1968    |